# أولزا
أولزا (بالبولندية:Olza، بالتشيكية:Olše) هو نهر يبلغ طوله 99 كيلو مترا يقع في بولندا وجمهورية التشيك (16 كم في بولندا, 83 كم في التشيك) يشكل النهر رمزا جغرافيا لمنطقة زاولزي التي تقع على ضفته الغربية، ينبع تهر أولزا من جبال سيليزيا في بولندا ويصب في نهر أودر.